# 近鐵20000系電聯車
近鐵20000系電聯車（日语：／ Kintetsu 20000-kei densha）是近畿日本鐵道用於團體專用列車的電聯車，其暱稱為「樂」。20000系是為了替換車體逐漸老化的初代「青空號」近鐵20100系電聯車，而於1990年10月製造的電車，並在經過各種試運轉及試乘活動後，於同年的11月23日開始投入使用。
本型車的愛稱「樂」（RAKU）是設計理念中的4個英文字縮寫，分別是「Romantic Journey」、「Artistic Sophistication」、「Kind Hospitality」，以及「Unbelievable!」。車體側面的「樂」字則是由日本書法家榊莫山親筆揮毫。而因為本型車也有採用近鐵傳統的雙層車廂設計，因此也使用「Vista Car」之稱，並在列車兩端的先頭車側面貼上該標誌。
2020年3月，近鐵20000系電聯車時隔30年進行翻修，並於同年的8月19日對外亮相。